# Мост через Кольский залив
Мост через Кольский залив (или Кольский мост) — четырёхполосный автомобильный мостовой переход через Кольский залив в городе Мурманске. Общая длина мостового перехода 47К-072 составляет примерно 2,5 километра, а собственно моста — 1611 метров. Мост является автотранспортным узлом, обеспечивающим автомобильную связь Мурманска с западными районами Мурманской области, а также с Норвегией, Финляндией (федеральная трасса Р-21 «Кола»).
С момента открытия в 2005 году по 2009 мост через Кольский залив являлся самым длинным мостом за Полярным кругом, но в 2009 году, после постройки 4-километрового мостового перехода через пойму реки Юрибей на Ямале, лишился своего статуса. Однако он всё же является одним из длиннейших в России и самым длинным автомобильным мостом за Полярным кругом.

## История
Строительство велось в 1992—2004 годах при долевом участии федерального бюджета.
В 2001 году была сделана проектно-счётная документация, необходимые экспертизы и проведены торги на окончание работ.
В декабре 2002 года губернатор области Юрий Евдокимов и начальник «Росавтодора» Игорь Слюняев заключили соглашение, в котором был определён срок сдачи объекта в эксплуатацию — 2005 год. В 2003 году на строительство было выделено 400 миллионов рублей, к концу 2003 года планировалось построить половину моста.
Мост был открыт 11 октября 2005 года премьер-министром России Михаилом Фрадковым, губернатором Мурманской области Юрием Евдокимовым, министром транспорта Игорем Левитиным.
Ремонты покрытия моста производились в 2015, 2019 годах в рамках нацпроекта «Безопасные и качественные автомобильные дороги»..